# Zeeburg
Zeeburg es una localidad de Guyana en la región Islas Esequibo-Demerara Occidental.

## Demografía
Según censo de población 2002 contaba con 985 habitantes. La estimación 2010 refiere a 1055 habitantes.